# Jurij Kidiajew
Jurij Konstantinowicz Kidiajew (ros. Юрий Константинович Кидяев, ur. 28 lutego 1955 w Moskwie) – radziecki piłkarz ręczny. Dwukrotny medalista olimpijski.
W reprezentacji Związku Radzieckiego rozegrał 252 spotkania i zdobył 601 bramek. Oprócz dwóch medali igrzysk olimpijskich – złota w 1976 i srebra w 1980 – sięgnął po złoto mistrzostw świata w 1982 oraz srebro w 1978. Był mistrzem kraju w barwach CSKA Moskwa (1976-1980, 1982, 1983, 1987).